# Djebel Mahseur
 (mars 2021).
Si vous disposez d'ouvrages ou d'articles de référence ou si vous connaissez des sites web de qualité traitant du thème abordé ici, merci de compléter l'article en donnant les références utiles à sa vérifiabilité et en les liant à la section « Notes et références ».
Le djebel Mahseur est une montagne de l'Atlas culminant à 1 351 mètres d'altitude. Il est situé à 54 km a l'est de la ville de Jerada.